# Sajóörös
Sajóörös es un pueblo húngaro perteneciente al distrito de Tiszaújváros, condado de Borsod-Abaúj-Zemplén.

## Superficie
Cuenta con una superficie de 8,44 km².

## Demografía
Hasta 2024 la población era de 1500 habitantes, con una densidad de población de 177,72 hab/km².
| Gráfica de evolución demográfica de Sajóörös entre 2020 y 2024 |
|                                                                |
| Datos según la Oficina Central de Estadística de Hungría.      |